# Bathyspadella edentata
Espèce
Bathyspadella edentata est une espèce de chaetognathes de la famille des Spadellidae.

## Description
Bathyspadella edentata possède dix crochets, deux dents antérieures et aucune postérieure. La longueur maximale d'un adulte est de 12 mm dont la moitié pour la queue. Le corps est trapu avec une musculature transversale sur le tronc. La tête est large avec des crochets non dentelés et il ne possède pas d'yeux. Il possède une paire de nageoires latérales courtes sur le tronc et la queue, des nageoires postérieures de longueur moyenne entièrement rayonnées et arrondies. Le pont de nageoire est absent. La collerette est longue. Absence de diverticules intestinaux. Les vésicules séminales sont de forme conique et touchent les nageoires postérieures et la nageoire caudale. Les ovaires sont longs avec de gros ovules et atteignent la région du cou. Présence de papilles adhésives et d'organes adhésifs sans appendices adhésifs.

## Répartition géographique
Bathyspadella edentata a été trouvé dans les eaux côtières de la baie de Suruga au Japon.

## Publication originale
- (en) Takasi Tokioka, « Chaetognaths collected chiefly from the Bays of Sagami and Suruga with some notes on the shape and structure of the seminal vesicles », Records of Oceanographic Works in Japan, vol. 10,‎ 1939, p. 122-150 (ISSN 0080-0295).